# كريس جايلز (لاعب كرة قدم)
كريس جايلز (بالإنجليزية: Chris Giles)‏ (16 أبريل 1982 في المملكة المتحدة - ) هو لاعب كرة قدم بريطاني في مركز الدفاع. لعب مع إبسفليت يونايتد وفوريست غرين ونادي كرولي تاون ويوفل تاون ونادي وكينغ ونادي سالزبري سيتي ونادي ألدرشوت تاون.

## وصلات خارجية
- كريس جايلز على موقع قاعدة بيانات كرة القدم.إي يو (الإنجليزية)
- كريس جايلز على موقع Soccerbase.com (لاعب) (الإنجليزية)